# Sayonara Tokyo
«Sayonara Tokyo» es una canción grabada por la cantante galesa Bonnie Tyler. Fue lanzado como sencillo independiente, y la última versión del contrato de RCA Records con Tyler antes de su firma con CBS Records en el año siguiente. Fue escrita por los compositores Bill Crutchfield y Kintaro Nakamura, y producido por Eiki Uchida. La canción fue lanzada exclusivamente en Japón, y nunca se ha lanzado en formato CD.

## Grabación y lanzamiento
«Sayonara Tokyo» fue lanzado como sencillo en Japón en 1981. La canción también fue incluida en el álbum recopilatorio japonés de Tyler Best. lanzado por RCA Records. Tyler salió de la escena de grabación durante más de un año antes de tener éxito internacional con su colaboración Jim Steinman.
El lado B es «Gonna Get Better», escrito por Tyler y su hermano Paul Hopkins.

## Lista de canciones
Disco de vinilo
1. «Sayonara Tokyo»
2. «Gonna Get Better»